# الأنثروبولوجيا الحالية
الأنثروبولوجيا الحالية (بالإنجليزية: Current Anthropology)‏ هي مجلة أنثروبولوجيا أكاديمية محكمة تنشرها مطبعة جامعة شيكاغو لصالح مؤسسة وينر جرين للبحوث الأنثروبولوجية [الإنجليزية]. أسسها عالم الأنثروبولوجيا سول تاكس [الإنجليزية] عام 1959 (1907-1995). وتُعد مجلة الأنثروبولوجيا الحالية واحدة من عدد قليل جدًا من المجلات التي تنشر الأبحاث في جميع التخصصات الفرعية للأنثروبولوجيا، وتشمل مجموعة كاملة من الدراسات الأنثروبولوجية حول الثقافات البشرية والأنواع البشرية وأنواع الرئيسيات الأخرى. من خلال التواصل عبر الحقول الفرعية، تعرض المجلة أوراقًا بحثية في مجموعة واسعة من المجالات، بما في ذلك الأنثروبولوجيا الاجتماعية، والثقافية والمادية واللغوية وكذلك الإثنولوجيا والتاريخ الإثني وعلم الآثار وعصور ما قبل التاريخ والفولكلور. حل لورنس رالف [الإنجليزية] (جامعة برينستون) محل مارك ألدندرفر [الإنجليزية] (جامعة كاليفورنيا، ميرسيد) كرئيس تحرير للمجلة في الأول من يناير عام 2019.
ووفقًا إلى تقارير الاستشهاد بالمجلات الأكاديمية، فإن للمجلة عامل تأثير 2021 يبلغ 3.226، مما يجعلها في المرتبة العاشرة من بين 93 مجلة في فئة "الأنثروبولوجيا".
التطبيقات الحالية هي قسم مفتوح الوصول في الأنثروبولوجيا الحالية يقدم أبحاثًا تربط الأنثروبولوجيا الأكاديمية والتطبيقية. تناولت أوراق " التطبيقات الحالية" الحديثة موضوع طاقة الرياح وشاطئ نيوجيرسي، وطالبي اللجوء الأفارقة، والمسلسل التلفزيوني الشهير "بونز".